# 佐世保市水道局
佐世保市水道局（させぼしすいどうきょく）は佐世保市の市域内において上水道による水道水の供給と下水道による汚水等の処理を行う佐世保市役所の部局。地方公営企業法の適用を受けている。

## 本局
- 所在地 - 佐世保市八幡町4番8号

## 沿革
- 1903年（明治36年） - 海軍佐世保鎮守府より水道水分与を受けて市民への給水を開始。（人力での運搬による）
- 1907年（明治40年）9月 - 水道管による給水を開始。
- 1908年（明治41年） - 海軍建設による山の田貯水池のダム及び浄水場竣工。
- 1926年（大正15年） - 山の田第2浄水場竣工。市独自の建設による初の浄水場。
- 1945年（昭和20年）11月 - 市内における水道事業運営を海軍と市の並立から市営に一本化。
- 1948年（昭和23年） - 高砂町付近に約270mの下水管を設置（下水道事業の始まり）。
- 1952年（昭和27年）- 水道事業に地方公営企業法を全部適用、市企業局水道部設置。
- 1953年（昭和28年）3月 - 旧軍港市転換法により旧海軍水道施設の移管を受ける。
- 1959年（昭和34年） - 現水道局庁舎竣工。
- 1961年（昭和36年）9月 - 干尽町の下水処理場竣工、公共下水道の供用開始。
- 1962年（昭和37年）4月 - 機構改革で佐世保市水道局となる。
- 1992年（平成4年）3月 - 針尾下水処理場、ハウステンボス開業と同時に供用開始。
- 1994年（平成6年） - 少雨による渇水から、9月6日以降当時の全市域内において制限給水を実施。（翌年4月25日まで）
- 2007年（平成19年） - 水道管による給水開始から100周年を迎え、各種記念行事を行う。
- 2007年（平成19年）11月 - 少雨による渇水から、同月23日より順次吉井・世知原・宇久地区を除く市内全域で減圧給水制限を行う。
- 2008年（平成20年）3月 - ダム等の貯水量が回復したため、同月26日より小佐々地区を除き減圧給水制限を解除（小佐々地区は4月26日に解除）。

## 組織
2007年10月現在。
- 水道局長（佐世保市水道事業及び下水道事業管理者）
  - 次長（3名）
    - 総務課
    - 経理課
    - 営業課
      - 東部営業所
      - 西部営業所

    - 給水課
    - 建設課
    - 水源対策室
    - 浄水課
    - 下水道管理課
    - 下水道建設課
    - 下水処理課

## 施設
浄水場
- 山の田浄水場（緩速濾過、山の田水源地対応、日間濾過能力26300t）
- 大野浄水場（急速濾過、菰田・相当・転石水源地対応、日間濾過能力35000t）
- 柚木浄水場（急速濾過、川谷水源地対応、日間濾過能力14000t）
- 広田浄水場（急速濾過、下の原水源地対応、日間濾過能力36000t）
- 御橋浄水場（急速濾過、踊瀬水源地対応、日間濾過能力1440t）
- 踊瀬浄水場（急速濾過・緩速濾過併用、踊瀬水源地対応、日間濾過能力1200t）

下水処理場
- 中部下水処理場（日最大汚水量82,700立方メートル）
- 西部下水処理場
- 江迎浄化センター
- 針尾下水処理場（日最大汚水量3,400立方メートル、ピーク時は5,900立方メートル）

貯水池
- 北部水系
  - 山の田水源地（佐世保川水系・アース式ダム、貯水量55万1000t・日間取水量6.3ｔ）
  - 菰田水源地（相浦川水系・重力式ダム、貯水量146万2000t・日間取水量12.6ｔ）
  - 川谷水源地（相浦川水系・重力式ダム、貯水量161万t・日間取水量13.3ｔ）
  - 転石水源地（相浦川水系・重力式ダム、貯水量23万3000t・日間取水量2.7ｔ）
  - 相当水源地（相浦川水系・重力式ダム、貯水量40万t・日間取水量5.7ｔ）
- 南部水系
  - 下の原水源地（小森川水系・重力式ダム、貯水量218万2000t・日間取水量14.8ｔ）
- 吉井水系
  - 踊瀬水源地（佐々川水系・アース式ダム、貯水量4万8000t・日間取水量1.2ｔ）
- 小佐々水系
  - 楠泊水源地（重力式ダム、貯水量6000t・日間取水量0･5ｔ）
  - 神崎水源地（重力式ダム、貯水量1万7400t・未使用）